# Krzysztof Jęcek
Krzysztof Jęcek (ur. 30 września 1964) – polski piłkarz występujący na pozycji obrońcy.

## Życiorys
W latach 80. grał w Pilicy Tomaszów Mazowiecki. W 1990 roku przeszedł do pierwszoligowego Igloopolu Dębica. W sezonie 1990/1991 rozegrał w I lidze 30 spotkań, a w sezonie 1991/1992 – 17. W styczniu 1993 roku został piłkarzem Boruty Zgierz, dla której w rundzie wiosennej sezonu 1992/1993 wystąpił w 16 meczach ligowych. Następnie grał w Starcie Łódź. W 2002 roku został zawodnikiem Zjednoczonych Stryków.